# Henri Étiévant
Henri Étiévant, eigentlich Henri Gaston Étiévan-Estival, (* 13. März 1870 in Paris; † 9. August 1953 ebenda) war ein französischer Bühnenschauspieler sowie Filmschauspieler und Stummfilmregisseur.

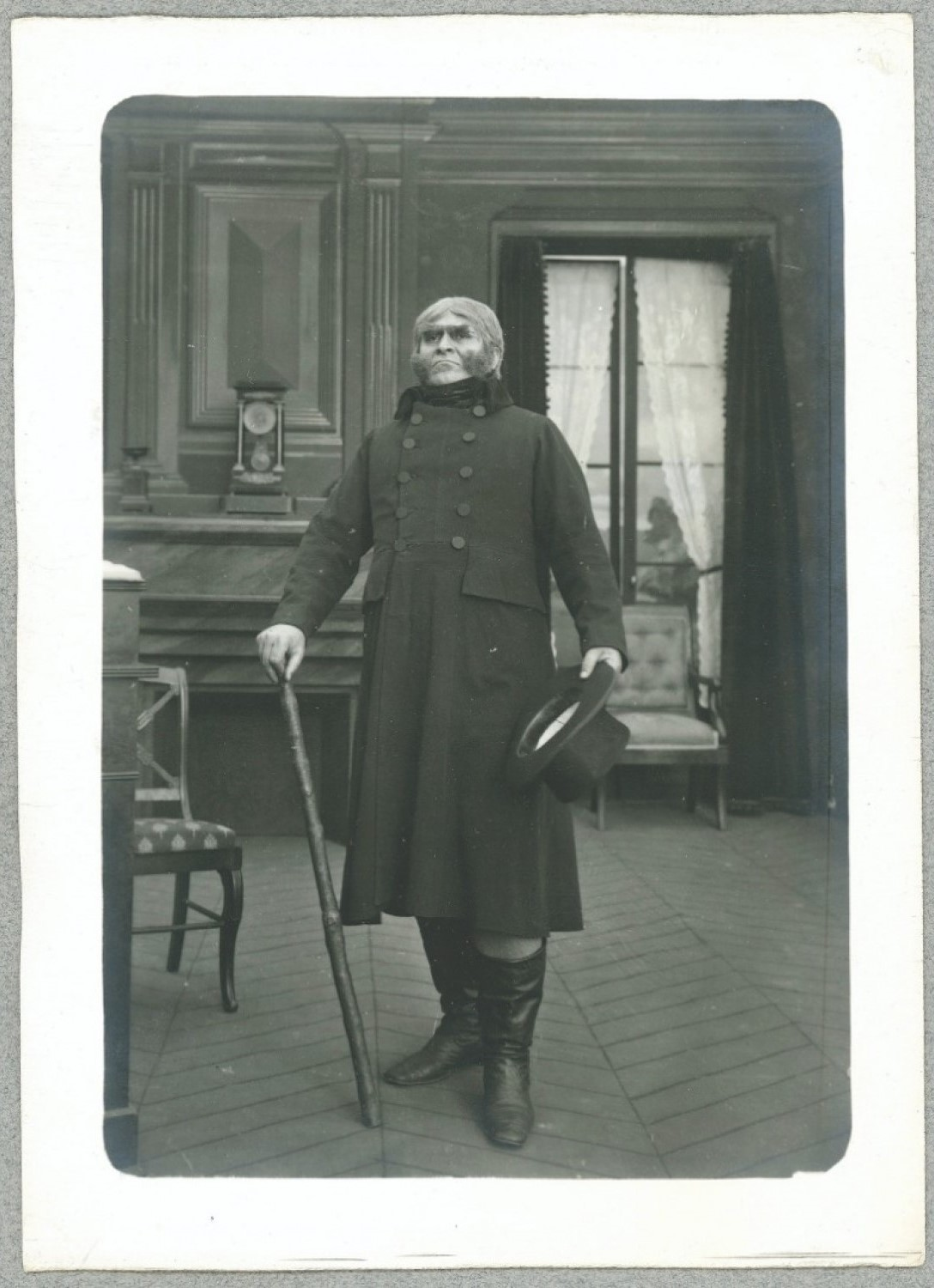
Étiévant in seiner Paraderolle als Javert im Film Menschen unter Menschen (1912)

## Leben und Wirken

### Als Schauspieler am Theater
Henri Étiévant besuchte mit Beginn der 1890er Jahre das Konservatorium seiner Heimatstadt Paris und ließ sich dort künstlerisch ausbilden. Seit den letzten Jahren des ausgehenden 19. Jahrhunderts stand er auf Bühnenbrettern unterschiedlicher Spielstätten und wirkte auch außerhalb Frankreichs. Seine bedeutendsten Rollen erhielt er jedoch am Pariser Théâtre de l’Ambigu-Comique, wo man ihn zu Beginn des 20. Jahrhunderts in so verschiedenartigen Stücken wie Le Roman de Françoise, La Grande Famille, Nick Carter Détective, Le Train de 8 heures 47, Le Mystère de la chambre jaune und Le Coquelicot sehen konnte.

### Als Schauspieler beim Film
Seit 1908 beim Film, wurde Étiévant in den kommenden fünf Jahren mit einer Fülle von Haupt- und großen Nebenrollen der unterschiedlichsten Art bedacht. Man sah ihn unter anderem als Briten-König Edward III. in Die Belagerung Calais’, als Verräter Leblanc in Bonaparte und Pichegru, als Don Fernando in einer frühen Don Quichotte-Verfilmung, als ein Mörder in dem Melodram Dornenpfade, als Witwer in Die Fremde, als Schmied in der Romanverfilmung Gretchens Liebesroman, als König Ludwig XVI., dessen Frau Marie Antoinette in Das Halsband der Königin in die so genannte Halsbandaffäre verwickelt wird, sowie als der englische Monarch Heinrich VIII. in Eine Intrige am Hofe Heinrichs VIII. König von England. Étiévants wichtigster Part wurde 1912 der grimmige Inspektor Javert, der in Albert Capellanis überaus ambitionierter, rund dreistündiger Victor-Hugo-Verfilmung Menschen unter Menschen mit verbissenem Eifer dem Flüchtigen Jean Valjean nachstellt.

### Als Filmregisseur
Im Jahr darauf beendete er seine Schauspieltätigkeit vor der Kamera weitgehend und wechselte zur Filmregie. Aus Italien kommend, wo er mehrfach mit der Deutschen Thea Sandten sowie mit Livio Pavanelli gedreht hatte, wurde Étiévant Ende 1913 von der Deutschen Vitascope Jules Greenbaums nach Deutschland geholt, um in Berlin, gelegentlich in Zusammenarbeit mit der PAGU, kurz hintereinander fünf zumeist kurze Filme – Melodramen ebenso wie Komödien, zum Teil erneut mit Sandten als Star – zu inszenieren. Diese kostengünstig hergestellten Streifen erhielten bisweilen gute Kritiken; über das Hanni-Weisse-Lustspiel Zweite Tür links beispielsweise hieß es, es weise einen „fein-pikanten Humor und köstliche Situationen“ auf. Der Ausbruch des Ersten Weltkriegs beendete Étiévant Filmtätigkeit schlagartig, und er kehrte erst nach seinem Kriegsdienst 1920 wieder hinter die Kamera zurück. Von seinen späten Arbeiten erlangte lediglich sein im September 1927 gemeinsam mit Mario Nalpas gedrehter Tropenstreifen Papitou einige Aufmerksamkeit, da hier erstmals eine dunkelhäutige Person – die US-amerikanische Tänzerin und Sängerin Josephine Baker – eine Filmhauptrolle erhielt. Mit dem Aufkommen des Tonfilms beendete er seine Laufbahn hinter der Kamera, nach seiner Mitwirkung in Julien Duviviers Nebenwerk L’Homme du jour zog sich der 66-jährige Henri Étiévant komplett aus dem Filmgeschäft zurück.

## Filmografie
Als Schauspieler:
- 1908: Der Handabdruck (L’Empreinte ou la main Rouge)
- 1909: Die Gesellschafterin (La demoiselle de compagnie)
- 1909: Der Jockey Jim Blackwood (Jim Blackwood jockey)
- 1910: Liebe und Eifersucht (Affaire d’honneur)
- 1910: Das Gespenst des Anderen (Le spectre de lautre)
- 1910: Schleier des Glücks (Le voile du bonheur)
- 1911: Die Belagerung Calais’ (Le siège de Calais)
- 1911: Bonaparte und Pichegru (Bonaparte et Pichegru)
- 1911: Gretchens Liebesroman (Roman d’une pauvre fille)
- 1911: Polyeukt (Polyeucte)
- 1911: Das Halsband der Königin (L’affaire du collier de la reine)
- 1911: Eine Intrige am Hofe Heinrichs VIII. König von England (Une Intrigue à la cour d’Henry VIII)
- 1911: Johannas Herz (Le Cœur d’Yvonnette)
- 1911: Liebe des Pagen (Amour de page)
- 1912: Quentin Durward (Quentin Durward)
- 1912: Don Quichotte (Don Quichotte)
- 1912: Die verführerische Rose (La rose tentatrice)
- 1912: Dornenpfade (Le petit Jacques)
- 1912: Goldfieber (La fièvre de l’or)
- 1912: Menschen unter Menschen (Les Miserables)
- 1913: Irrende Seelen (Le Roman d’un jeune homme pauvre)
- 1913: Die Fremde (L’absent)
- 1914: Leiden eines Doppelgängers
- 1925: La blessure
- 1926: La Fin de Monte-Carlo
- 1926: Die Schloßherrin vom Libanon (La Châtelaine du Liban)
- 1931: Bouboule – Der Ritter vom Steuer (La Bande à Bouboule)
- 1932: La foule hudle
- 1932: Un coup de téléphone
- 1935: Das Kreuz von Golgatha (Golgotha)
- 1936: L’Homme du jour

Als Regisseur:
- 1911: La Fin d’un joueur
- 1913: La vendetta del giusto
- 1913: Das Geheimnis der Nizza-Straße (Il delitto della via di Nizza)
- 1913: Der Mann mit den drei Fingern
- 1914: Leiden eines Doppelgängers
- 1914: Der Königsrubin (Il rubino del destino)
- 1914: Zweite Tür links
- 1914: Pauline
- 1914: Weib gegen Weib
- 1914: Die beiden Rivalen
- 1920: Neuf
- 1921: La Fille de Camargue
- 1921: Cœur de titi
- 1921: La Pocharde
- 1922: La Fille sauvage
- 1923: La Neige sur les pas
- 1924: Le Réveil de Maddalone
- 1924: La Nuit de la Revanche
- 1926: La Fin de Monte-Carlo
- 1927: Papitou (La Sirène des Tropiques)
- 1928: La Symphonie pathétique
- 1929: Fruchtbarkeit (Fécondité)